# Chrysopilus lucifer
Chrysopilus lucifer är en tvåvingeart som först beskrevs av Walker 1852.  Chrysopilus lucifer ingår i släktet Chrysopilus och familjen snäppflugor. Inga underarter finns listade i Catalogue of Life.